# MOA-2007-BLG-192L
MOA-2007-BLG-192L是一個低質量的紅矮星或棕矮星，距離地球約3000光年，位於人馬座。該恆星的質量可能只有太陽的6% 。2008年發現該恆星旁有體積與地球相近的系外行星 。

## 行星系統
該系統的系外行星 MOA-2007-BLG-192Lb 是於2008年6月2公布發現。該行星的質量大約是地球的3.3倍，是目前發現體積最小的系外行星之一。該行星是在2007年5月24日的重力微透鏡事件中被位於紐西蘭約翰山大學天文台的 MOA-II 巡天觀測到。
| 成員 (依恆星距離) | 质量           | 半長軸 (AU) | 轨道周期 (天) | 離心率 | 傾角 | 半径 |
| ----------------- | -------------- | ----------- | ------------- | ------ | ---- | ---- |
| b                 | 3.3+4.9−1.6 M⊕ | —           | —             | —      | —    | —    |

## 外部連結
- .   [2008-06-28]. （原始内容存档于2008-06-06）.
- . The Extrasolar Planets Encyclopaedia.   [2008-07-02]. （原始内容存档于2008-09-26）.